# 駅名
| ウィキペディアには「駅名」という見出しの百科事典記事はありません（タイトルに「駅名」を含むページの一覧/「駅名」で始まるページの一覧）。 代わりにウィクショナリーのページ「駅名」が役に立つかもしれません。 |